# Palau-de-Cerdagne
Palau-de-Cerdagne (în catalană Palau de Cerdanya) este o comună în departamentul Pyrénées-Orientales din sudul Franței. În 2009 avea o populație de 433 de locuitori.

## Evoluția populației
| An        | 1975 | 1982 | 1990 | 1999 | 2006 | 2009 |
| --------- | ---- | ---- | ---- | ---- | ---- | ---- |
| Populație | 237  | 285  | 275  | 424  | 558  | 433  |